# Alice in Wonderland (strip)
Alice in Wonderland is een Belgische stripreeks die begonnen is in 1973 met Luc Dupanloup (Dupa), Michel Alber Louis Regnier (Greg), Bob de Groot, Philippe Liégeois (Turk) als schrijvers en Daniel Henrotin (Dany) als tekenaar.

## Albums
| Nummer | Titel               | Uitgever(s)                    | Schrijver(s)                                                                                    | Tekenaar               |
| ------ | ------------------- | ------------------------------ | ----------------------------------------------------------------------------------------------- | ---------------------- |
| 1      | Alice in Wonderland | Uitgeverij Helmond, Le Lombard | Luc Dupanloup (Dupa), Michel Alber Louis Regnier (Greg), Bob de Groot, Philippe Liégeois (Turk) | Daniel Henrotin (Dany) |